# Jiabao V80
Jiabao V80 — серия микровэнов вместимостью 5—8 мест, выпускающихся с 2013 года суббрендом Jiabao компании FAW Jilin.

## Описание
Jiabao V80, представленный в 2013 году на Шанхайском автосалоне, оснащается рядными четырёхцилиндровыми двигателями объёмом 1,3—1,5 л. Ценовой диапазон варьировался от 40900 до 53900 юаней.

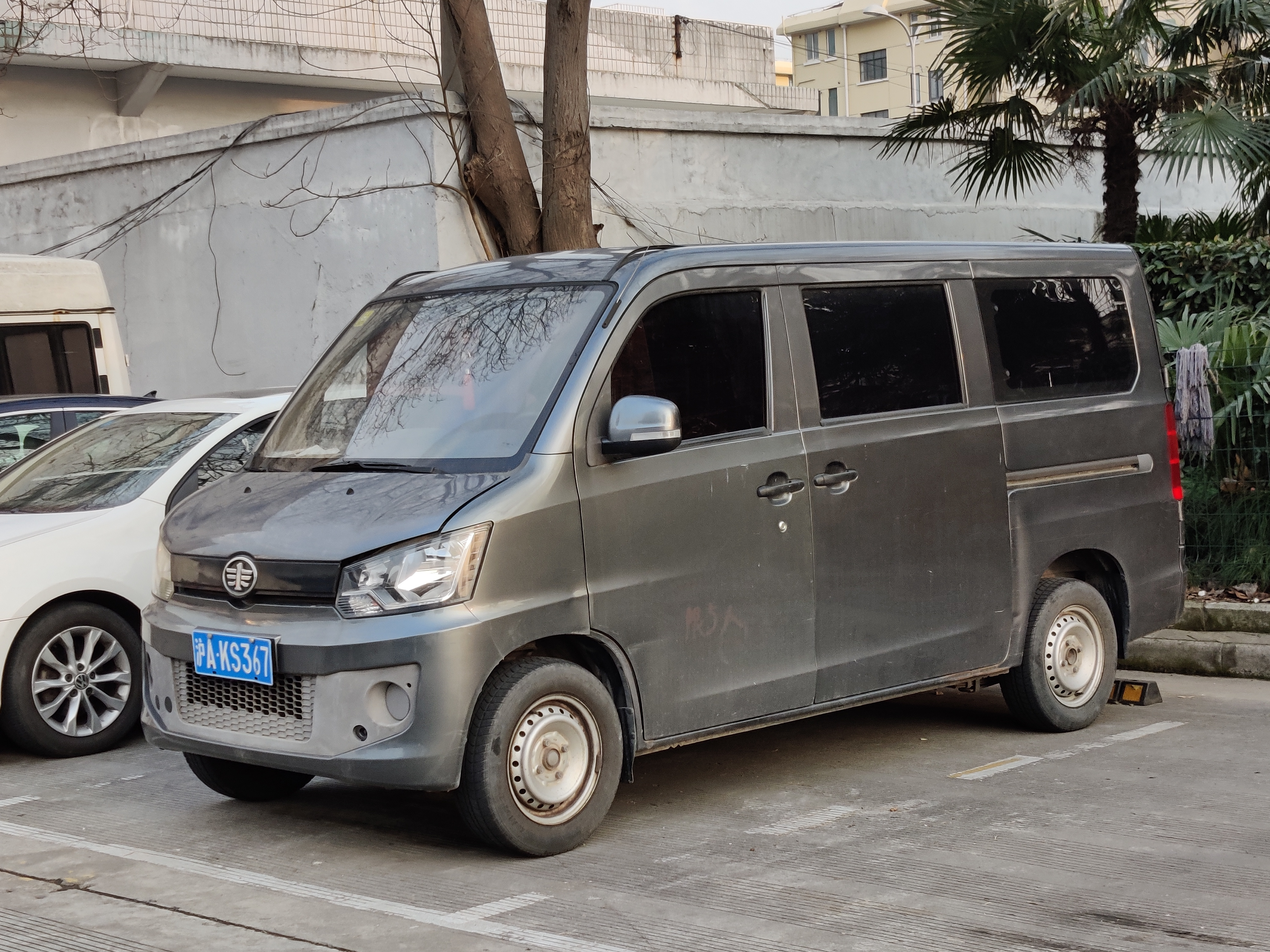
Вид спереди
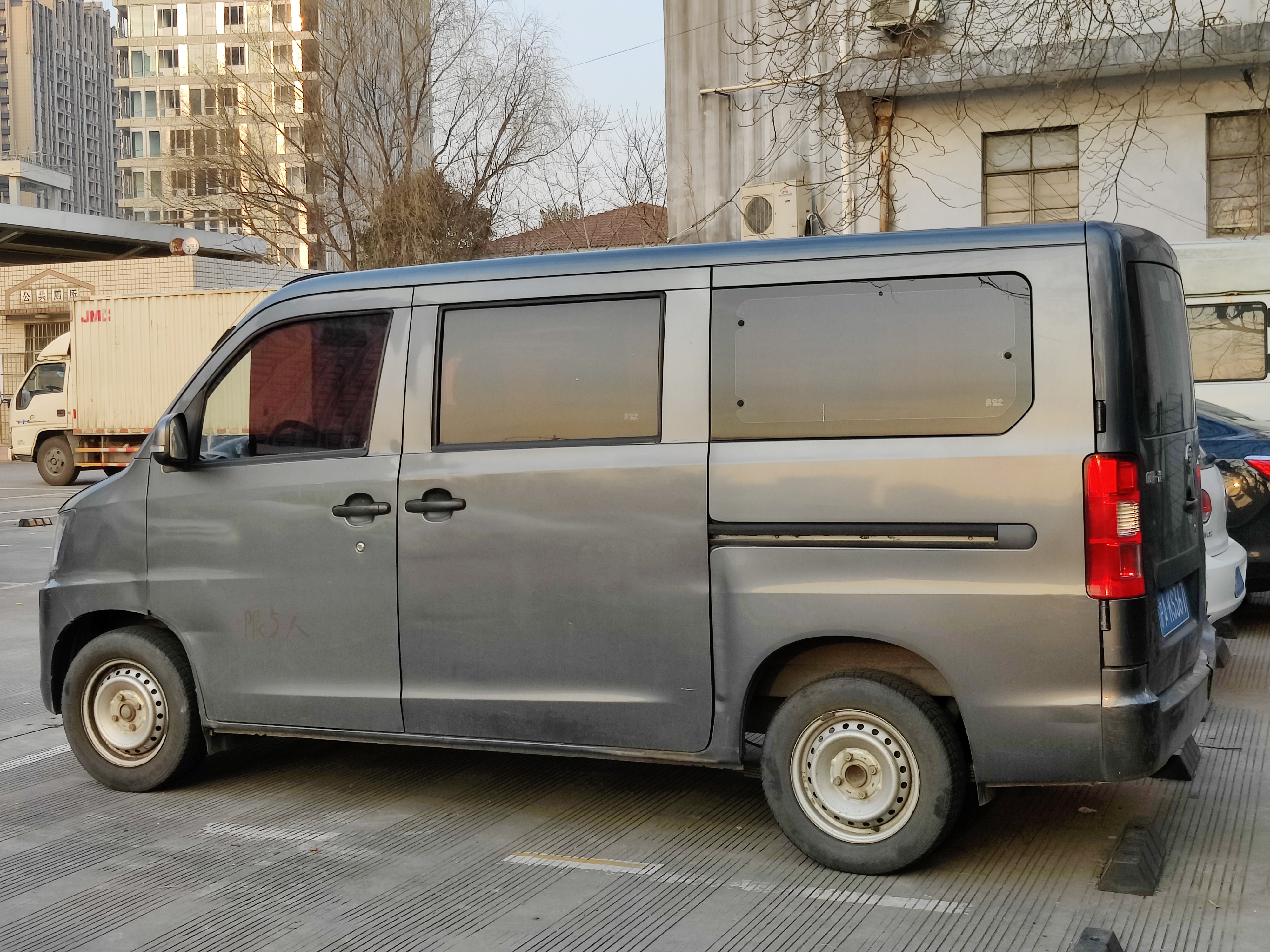
Вид сбоку
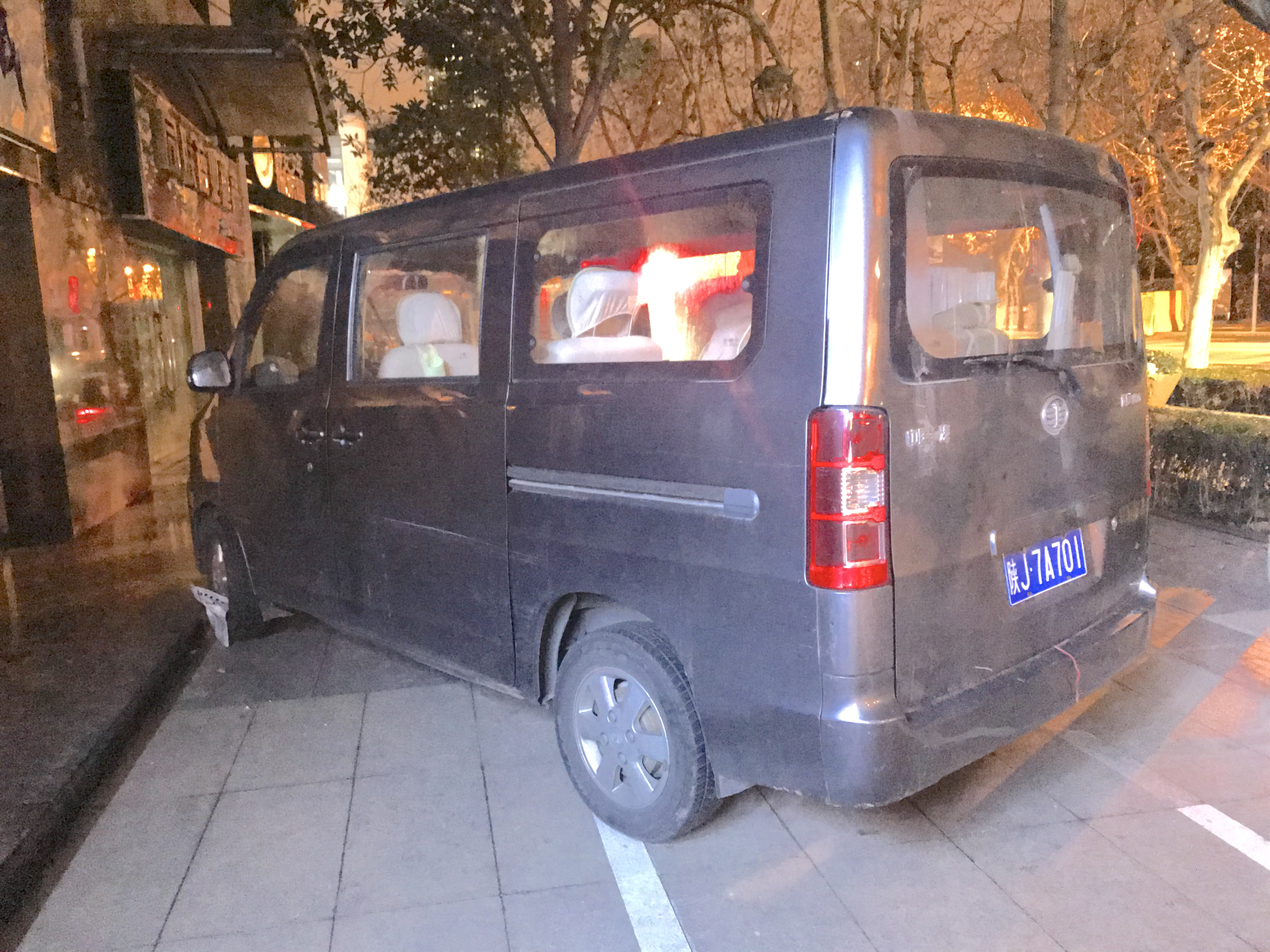
Вид сзади

### FAW Jiefang T80/T90
Jiefang T80 и Jiefang T90 (解放T80/T90) — пикапы на базе микровэна Jiabao V80. Jiefang T80 — оригинальный пикап с одинарной или двойной кабиной, а Jiefang T90 — версия повышенной грузоподъёмности. Ценовой диапазон T80 варьировался от 34900 до 40400 юаней, в то время как ценовой диапазон T90 варьировался от 46500 до 50500 юаней.

Автомобили Jiefang T80 оснащаются рядными четырёхцилиндровыми двигателями объёмом 1,2—1,5 л, в то время как автомобили Jiefang T90 оснащаются 1,5-литровым рядным четырёхцилиндровым бензиновым двигателем.

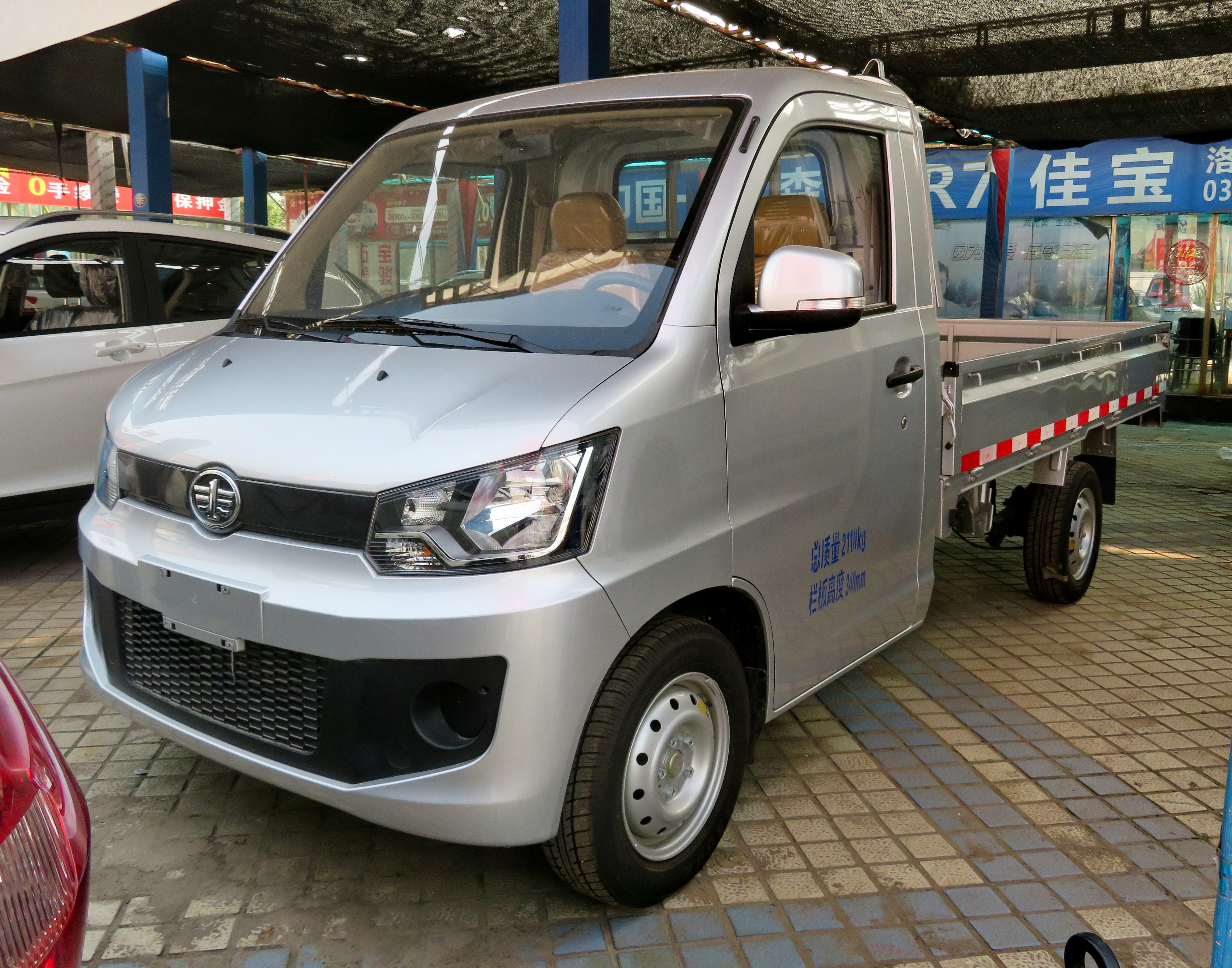
FAW Jiefang T80

## Higer H4E
Higer H4E — электромобиль на базе FAW Jiabao V80 производства Higer (кодовое обозначение KLQ5020XXYEV5). Автомобиль приводится в движение электродвигателем мощностью 60 кВт и крутящим моментом 250 Н·м и аккумулятором ёмкостью 40,7 кВт⋅ч. Компоновка — заднемоторная. Запас хода составляет 255 км. Быстрая зарядка занимает 2,5 часа, а обычная — 12 часов. Ценовой диапазон варьировался от 223000 до 258000 юаней.

## NAC Chang Da H9
NAC Chang Da H9 (畅达 H9) — электромобиль на базе FAW Jiabao V80, производимый суббрендом Chang Da компаний NEV Nanjing Automobile и SAIC.

Компания Chang Da, основанная в 2009 году, занимается разработкой грузовых электромобилей. Первая модель, NAC Chang Da H9, основана на FAW Jiabao V80. Автомобиль разрабатывался в течение 3 лет. Серийно автомобиль выпускается с 2017 года.

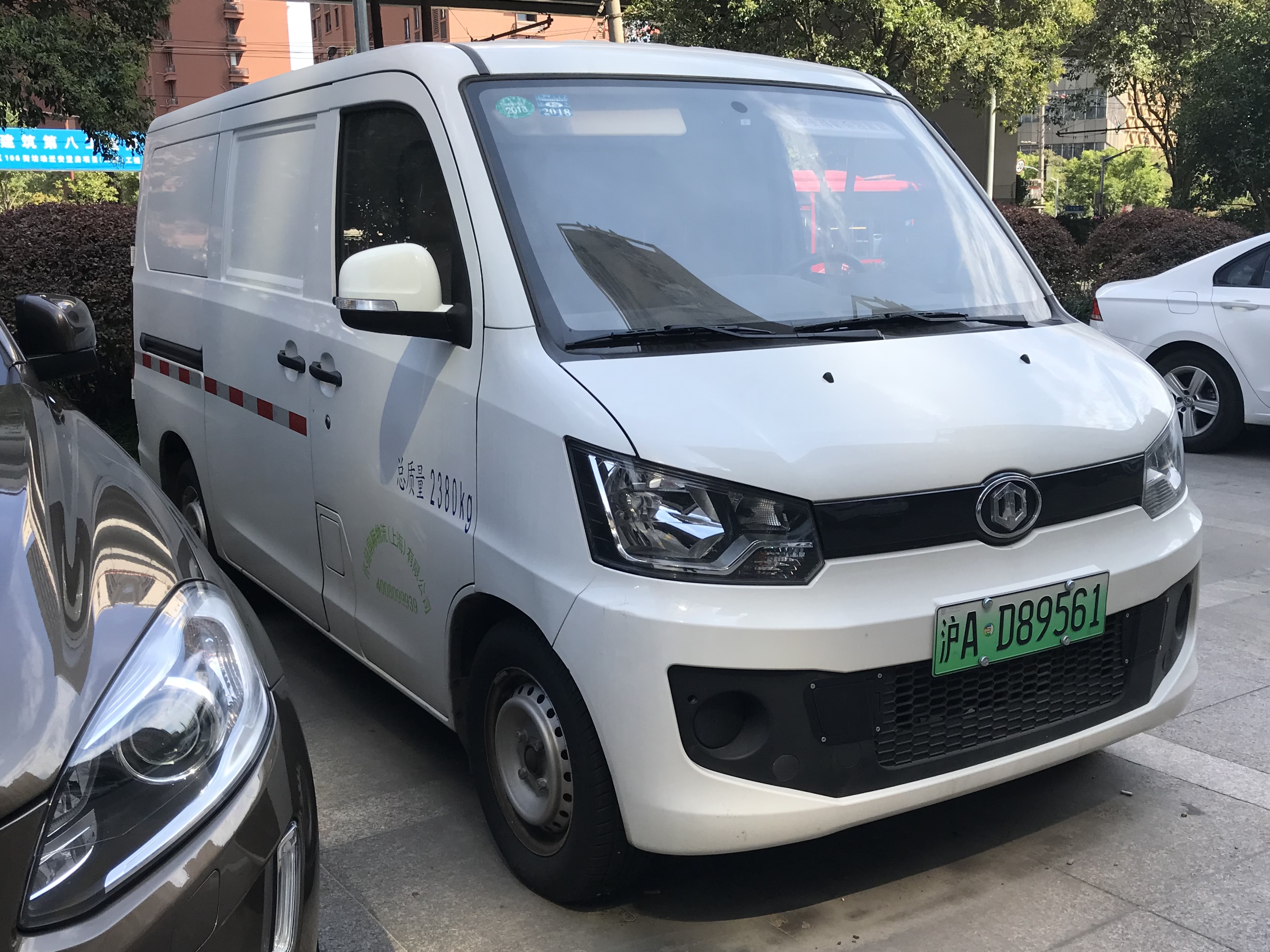
NAC Chang Da H9 в Шанхае
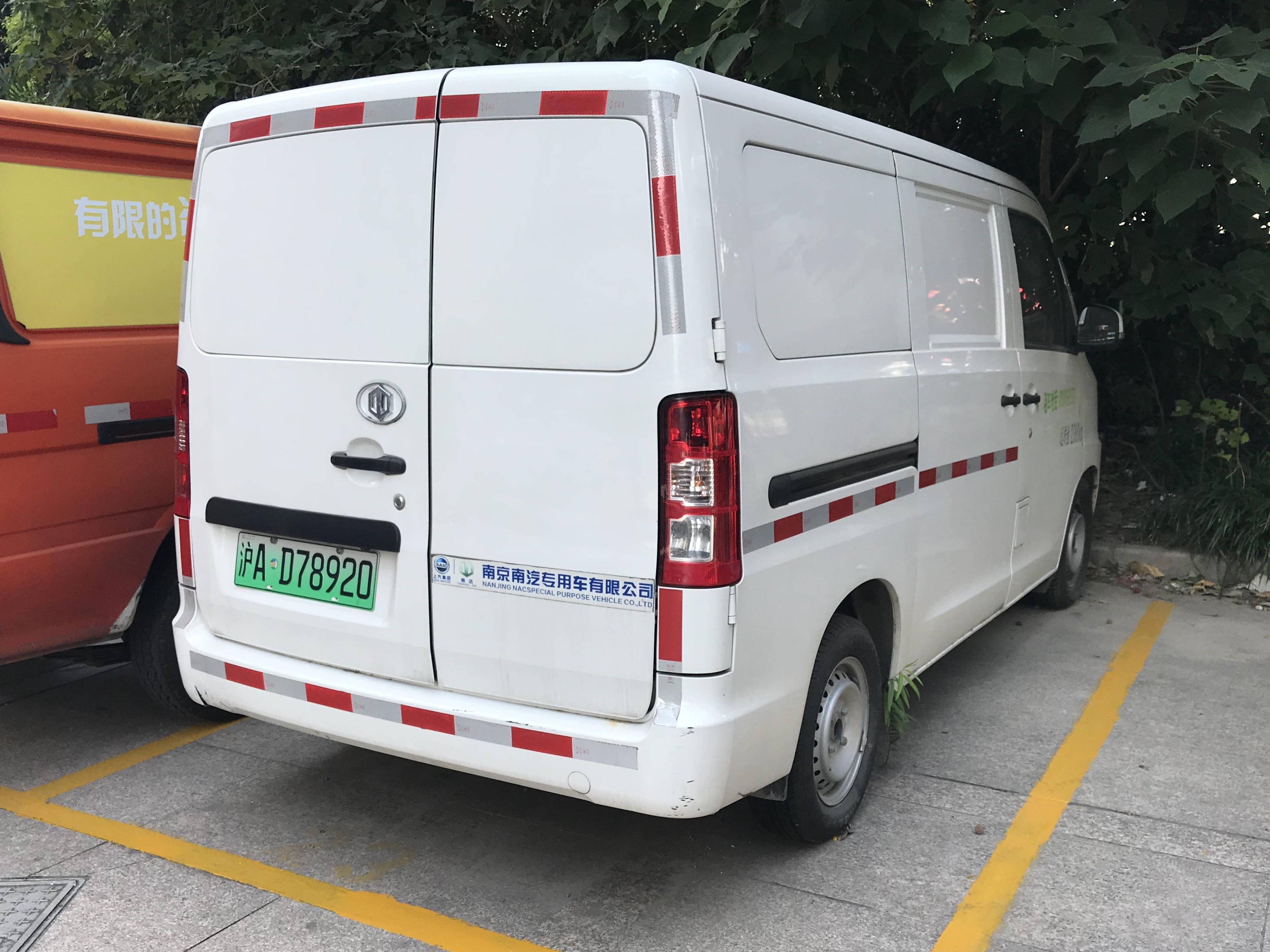
Вид сзади